# 石田香織
石田 香織（いしだ かおり、1976年 - ）は、日本の小説家。 兵庫県加古川市出身、神戸市在住。第53回文藝賞最終候補作『きょうの日は、さようなら』でデビューした。

## 来歴
会社勤務の傍ら1996年より森田雄三創作塾で創作を学ぶ。  
2017年、『きょうの日は、さようなら』で作家デビュー。同作は文藝賞最終候補となり、選考委員の斎藤美奈子に推奨され刊行された。

### テーマ・作風
シングルマザーとしての経験や「生きづらさ」を抱える人々への眼差しが作品の核心にあると評される。

## 作品リスト

### 単行本
- 『きょうの日は、さようなら』[4]（河出書房新社、2017年7月 ISBN 978-4309025780）
- 『哲司、あんたのような人間を世の中ではクズと呼ぶんやで』[5]（河出書房新社、2018年10月 ISBN 978-4309027333）
- 『うめももさくら』（朝日新聞出版、2020年5月 ISBN 978-4022516800）

### 雑誌掲載作品
エッセイ
- 「無人島で、そのひとは」 - 『小説トリッパー』2017年9月号
- 「私のとっておきシネマ」 - 『小説すばる』2018年12月号
- 「一期一衣」 - 『小説すばる』2020年8月号